# Weltspiegel extra
Der Weltspiegel extra ist eine Reportage-Reihe und monothematische Sondersendung der multithematischen Reportage-Reihe Weltspiegel in der ARD. Auslandskorrespondenten berichten in diesem Format über aktuelle Geschehnisse aus der ganzen Welt.

## Ausstrahlung
Das Format hat keine festen Sendezeiten. Es können zwei Sendungen im Monat erscheinen oder monatelang keine, einen klaren Rhythmus gibt es nicht.
Der Weltspiegel extra erscheint im Ersten und auf tagesschau24. Der Fernsehsender bietet Zuschauern die Möglichkeit, alle Sendungen ebenfalls in der Mediathek abzurufen. Zudem werden seit 2017 einige der Folgen auf dem YouTube-Kanal des Weltspiegels gepostet. In der dazugehörigen Playlist sind die, zwischen 15- und 25-minütigen Videos, zu finden und nach Erscheinungsdatum sortiert.